# Nadia Boulanger

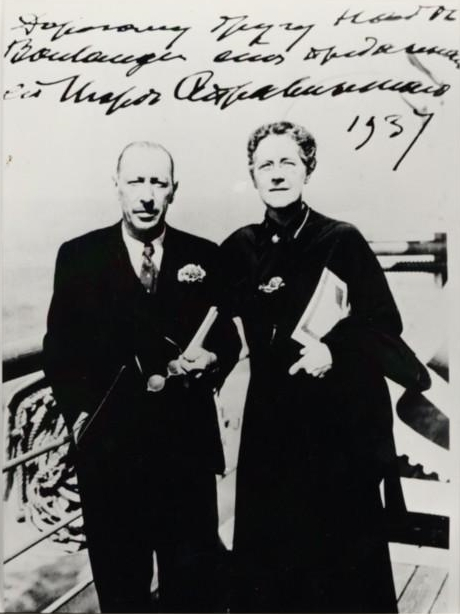
Nadia Boulanger és Igor Sztravinszkij

Nadia Boulanger (Párizs, 1887. szeptember 16. – Párizs, 1979. október 22.) francia zeneszerző, karmester és zenepedagógus.
Apja Ernest Boulanger zeneszerző, karmester, a párizsi konzervatórium (Conservatoire national supérieur de musique et de danse de Paris) tanára, anyja Raisza Miseckaja, szentpétervári születésű énekesnő volt.
Nadia Boulanger zeneszerzést és orgonajátékot tanult kilencéves korától kezdve. 1903-tól Párizsban már templomban is orgonált Gabriel Fauré kisegítésére.

## Jelentősége
A 20. század híres muzsikusainak, zeneszerzőinek és karmestereinek tanára, valószínűleg a kor legfontosabb zenepedagógusa volt.
Nadia Boulanger zenész családban született. Már a nagyszülei is tanult zenészek voltak. Az igen fiatalon, 24 éves korában elhunyt nővére, Lili, ismert, tehetséges zeneszerző volt.
Nadia Boulanger-t tízéves korában fölvették a párizsi Konzervatóriumba, ahol Charles-Marie Widor és Gabriel Fauré zeneszerzésre tanították. Boulanger ott főleg dalokat, és kisebb-nagyobb egyéb vokális darabot is írt, amellett zenekari műveket, kamaradarabokat, sőt és egy operát komponált. Művein Claude Debussy hatását lehet tettenérni.
A nővére, Lili korai halála után abbahagyta a komponálást. Ezidőben kezdett vezényelni. Ő volt az első nő, aki jelentős amerikai szimfonikus zenekaroknak vezényelt. Leginkább mégis zenepedagógusként maradt fenn a neve, olyan kiváló muzsikusokat oktatott, mint Anhalt István, Daniel Barenboim, Robert Russell Bennett, Leonard Bernstein, Elliott Carter, Aaron Copland, Quincy Jones, Dinu Lipatti, Gian Carlo Menotti, Astor Piazzolla, Philip Glass, Walter Piston, Stanislaw Skrowaczewski, Henryk Szeryng, Igor Sztravinszkij, Szőnyi Erzsébet.
1918-tól mindenestül a zenepedagógia és a zene propagálása kötötte le. 1920-tól különböző iskolákban oktatott. Nadia Boulanger tevékenysége jócskán meghatározta a 20. század amerikai zenéjét.

## Ismert tanítványai voltak
Tanítványainak – korántsem teljes – sora:
- İdil Biret
- Anhalt István
- Daniel Barenboim
- Robert Russell Bennett
- Leonard Bernstein
- Elliott Carter
- David Conte
- Aaron Copland
- Gergely Pál
- Roy Harris
- Quincy Jones
- Wojciech Kilar
- Dinu Lipatti
- Michel Legrand
- Gian Carlo Menotti
- Douglas Stuart Moore
- Ginette Neveu
- Astor Piazzolla
- Walter Piston
- Ned Rorem
- Harold Shapero
- Stanisław Skrowaczewski
- Charles Strouse
- Henryk Szeryng
- Virgil Thomson
- David Ward-Steinman
- Egberto Gismonti
- Howard Swanson
- Igor Sztravinszkij
- Szőnyi Erzsébet

Hírnevet szerzett tanítványainak száma mintegy 1200 volt.